# Марчелинара
Марчелина̀ра (на италиански: Marcellinara, на местен диалект Marcinàra, Марчинара) е село и община в Южна Италия, провинция Катандзаро, регион Калабрия. Разположено е на 337 m надморска височина. Населението на общината е 2275 души (към 2012 г.).